# Alopecosa unguiculata
Alopecosa unguiculata är en spindelart som beskrevs av Cândido Firmino de Mello-Leitão 1944. 
Alopecosa unguiculata ingår i släktet Alopecosa och familjen vargspindlar. Inga underarter finns listade i Catalogue of Life.